# Ӫ
Ӫ (minuscule : ӫ) est une lettre de l’alphabet cyrillique utilisée en évène, où elle note la voyelle [ø] ou la voyelle [ʏ], et en khanty, où elle note la voyelle [ɵ] ou la voyelle [ɞ].

## Représentations informatiques
Le O barré tréma peut être représenté avec les caractères Unicode suivants :
- précomposé (cyrillique) :

| formes    | représentations | chaînes de caractères | points de code | descriptions                              |
| --------- | --------------- | --------------------- | -------------- | ----------------------------------------- |
| capitale  | Ӫ               | Ӫ                     | U+04EA         | lettre majuscule cyrillique o barré tréma |
| minuscule | ӫ               | ӫ                     | U+04EB         | lettre minuscule cyrillique o barré tréma |

- décomposé (cyrillique, diacritiques) :

| formes    | représentations | chaînes de caractères | points de code | descriptions                                          |
| --------- | --------------- | --------------------- | -------------- | ----------------------------------------------------- |
| capitale  | Ӫ               | Ө◌̈                    | U+04E8 U+0308  | lettre majuscule cyrillique o barré diacritique tréma |
| minuscule | ӫ               | ө◌̈                    | U+04E9 U+0308  | lettre minuscule cyrillique o barré diacritique tréma |